# Graf Zeppelin
Graf Zeppelin je bio jedini njemački nosač zrakoplova iz Drugog svjetskog rata. Predstavljao je zamisao Kriegsmarine (njemačke ratne mornarice) da izgradi uravnoteženu oceansku flotu brodova, kompatibilnu s djelovanjem mnogo dalje od Baltičkog i Sjevernog mora. Izgradnja novog nosača je naručena 16. studenog 1935., a kobilica je položena 28. prosinca 1936. u brodogradilištu u Kielu. Nazvan u čast Grafa (grofa) Ferdinanda von Zeppelina, brod je porinut 8. prosinca 1938., ali nije nikada dovršen niti je ikada bio u operativnoj uporabi.
Graf Zeppelin su potopili Sovjeti tijekom svojih testiranja 16. kolovoza 1947., a njegova olupina je nađena u srpnju 2006. oko 55 kilometara sjevernije od Wladyslawowo (Poljska) na dubini od oko 87 metara.

## Ideja
U vremenu nakon dolaska Hitlera na vlast (1933.) njemački vojni i politički vrh nastojao je na svaki mogući način izigrati odredbe Versajskog ugovora koje su sile pobjednice iz I. svjetskog rata nametnule poraženim silama, među njima i Njemačkoj. Odredbama Versajskog ugovora poraženoj Njemačkoj nije bilo zabranjeno da gradi nosače zrakoplova. Problem se zapravo sastojao u tome što je tonaža bilo koje i bilo kakve klase ratnog broda kumulativno ulazila u dopušteni ukupni deplasman ratne mornarice. Trebalo je izgraditi odgovarajuće plovne jedinice prema tehničkim zahtjevima svog vremena i istodobno "uštedjeti" od nekoliko stotina do nekoliko tisuća tona po plovnoj jedinici. Zbog toga tehnički podaci vezani za deplasman često su bili lažirani do krajnjih granica tolerancije.
U zimu 1933./1934. godine njemački konstruktori dobili su zadaću da otpočnu s konstruiranjem prvog njemačkog nosača zrakoplova. Da bi od pobjedničkih sila Antante (zapravo od Britanije) dobili dopuštenje za izgradnju takvog tipa broda formulirali su konstrukcijske zahtjeve koji su bili u granicama "dopuštenog". Budući nosač trebao je imati deplasman do 20 000 tona, brzinu do 33 čvora i mogao bi ponijeti 50 - 60 zrakoplova. Takvi planovi su odgovarali britanskim stratezima koji su dopustili izgradnju broda. Sredinom lipnja, točnije 18. lipnja 1935. Njemačka je i službeno dobila i potpisala Ugovor o dopuštenju gradnje broda u potpisanim gabaritima. Odmah potom odobrena su i financijska sredstva za njegovu izgradnju. Iste godine napravljen je i financijski kostur plana za izgradnju drugog nosača iz iste klase.
Nosač zrakoplova je trebao osigurati zrakoplovnu zaštitu njemačkim kapitalnim ratnim brodovima, pomoćnim krstaricama (rajderima) ali i trgovačkom brodovlju koje je u Njemačku dopremalo strateške sirovine kroz savezničku pomorsku blokadu. Istodobno, nosači zrakoplova trebali su u znatnoj mjeri povećati ofenzivne sposobnosti Kriegsmarine na Atlantiku.
Njemački kratkoročni planovi u razdoblju od 1936. do 1938. podrazumijevali su konstrukciju i izgradnju dva nosača zrakoplova istovjetnih karakteristika. U planovima su nazvani "Nosač A" i "Nosač B" i oba su trebala biti završena do 1940. godine. Prije nego što je i otpočela izgradnja brodova, mornarica je počela s radovima na uređenju baze u Bremerhavenu gdje su nosači trebali bazirati. Sagrađena su potrebna postrojenja. Već tada se planiralo mjesto i za druge nosače koji su se trebali graditi.
Na južnom sidrištu luke iskopane su goleme rupe u kojima su naliveni temelji za spremišta goriva koji su se u njima trebali instalirati (Nikada nisu instalirani - u rupama se s vremenom nakupila golema količina mulja. Rupe su nakon kapitulacije rabile američke snage za odlaganje svog otpada). Tijekom 1935. njemački glavni stožer uputio je u Japan jedno mornaričko-tehničko izaslanstvo koje je trebalo saznati japanska iskustva u izgradnji i uporabi nosača zrakoplova. Izaslanstvo je imalo priliku posjetiti i dobro upoznati i iskoristiti tehnička rješenja na japanskom nosaču zrakoplova "Akagi".

## Početak izgradnje
Posao na izgradnji prvog njemačkog nosača zrakoplova dobilo je brodogradilište "Deutsche Werke AG" u Kielu. Početak radova najavljen je službeno 16. studenoga 1935. U istom brodogradilištu gradilo se u tom vremenu mnogo brodova istodobno: bojni brod "Gneisenau", oklopni krstaš "Blücher", nekoliko razarača i podmornica. Prenatrpanost navoza i ograničenost proizvodnih kapaciteta uzrokovala je zakašnjenje polaganja kobilice i stvarni početak radova bio je tek 28. prosinca 1936. Nakon dvije godine kontinuiranih radova "Nosač A" svečano je 8. prosinca 1938. u nazočnosti Hitlera, Göringa (koji je održao svečani govor), Keitela, Brauchitscha i Raedera porinut u more. Novogradnju broj 252 u brodogradilištu Deutsche Werke u Kielu koja je u more kliznula s navoza broj 1 krstila je grofica Hella von Brandenstein - Zeppelin, kćerka poznatog grofa Zeppelina. Prvi zapovjednik Grafa Zeppelina bio je kapetan bojnoga broda Helmuth Brinkmann - inače jedan od kasnijih zapovjednika krstarice Prinz Eugen. Izgradnja broda se nastavila po planovima, ali ne bez teškoća. U trenutku izbijanja II. svjetskog rata na "Grafu Zeppelinu" bilo je završeno 85 % radova.
Nijemci dotad nisu imali nikakvih iskustava u izgradnji nosača zrakoplova. Iskustva koja su donijeli iz Japana bila su vrlo vrijedna, ali njihov nosač nije bio kopija "Akagija" nego potpuno drukčiji projekt pa stoga nisu znali kako bi riješili nastale tehničke probleme s kojima su se znatno prije suočili američki, britanski i japanski brodograditelji u njihovim početnim pokušajima izgradnje te klase ratnih brodova. Unatoč intenzivnim naporima, tadašnjih brodograđevnih stručnjaka, znanstvenoj potpori i ispitivanjima na modelima i preinačenim trgovačkim brodovima izgradnja je sporo napredovala.
Za razliku od njih, Velika Britanija je, počevši od svog prvog pravog nosača zrakoplova Furios kojeg su slijedili Hermes, Eagle, Courageous i Glorious stekla velika iskustva na tom polju i dočekala rat zasigurno s najboljom flotom nosača zrakoplova na svijetu. Bio je to rezultat apsolutnog prioriteta koje je britansko vojno i političko vodstvo dalo opremanju mornarice i shvaćanju uloge i važnosti koju će u budućnosti imati nosač zrakoplova. SAD su također slijedile taj trend. Prvi američki nosač bio je Langley, a poslije njega u američku ratnu flotu ulazili su redom nosači Ranger, Yorktown, Enterprise, Saratoga, Lexington, Wasp i Hornet. Japanski stratezi također su vrlo brzo shvatili kakvu će ulogu imati nosač zrakoplova u budućem sukobu. Rezultat takvih promišljanja bila je flota nosača zrakoplova koju su činili Hosho, Kaga, Akagi, Ryujo, Soryu, Hiryu, Shokaku i Zuikaku. Francuzi su imali također određenih iskustava. Njemačka je debelo kasnila za svima njima.
Unatoč svim teškoćama, za konac 1940. godine trebalo je otpočeti završno opremanje i prva probna ispitivanja uređaja i opreme na vezu. Zbog gubitaka u norveškoj operaciji i malog broja podmornica zapovjedništvo Kriegsmarine težište radova prebacuje na hitnu izgradnju razarača i što većeg broja podmornica. Zbog toga su radovi na "Grafu Zeppelinu" znatno usporeni, a uskoro je stigla zapovijed da se s njega demontiraju topovi od 150 mm koji su ugrađeni kao obalne baterije (Marine küsten batterie- MKB) u utvrdama po norveškoj obali.
Četiri topa instalirana su u MKB 6/514 u Sore Korsnesu blizu Altafjorda u prosincu 1943. i bili su operativni od siječnja 1944. U mjesecu studenom iste godine premješteni su na MKB 5/ 512 u Karlsoy. Poslije rata topovi su premješteni u Grotoyu, blizu Harstada, a norveška vojska ih je rabila sve do prije petnaestak godina. Druga četiri topa instalirana su na rtu Romanov u rujnu 1942. godine. Nakon što su ih Sovjeti osvojili rabili su ih za svoju obalnu obranu kod Fiskerihalvoya sve do listopada 1944. kad su uništeni.

### Prekid radova
Iznenada 29. travnja 1940. prekinuti su svi radovi na "Grafu Zeppelinu". Zbog opasnosti od britanskih bombardera nosač je 6. lipnja 1940. otegljen iz kielskog brodogradilišta do sidrišta u Gotenhafenu (današnja Gdyinya u Poljskoj). Premještanje je bilo izvedeno samo 16 dana prije početka operacije "Barbarosa" (kodni naziv za operaciju napada na SSSR). Iz Gotenhafena brod je premješten u luku Stettin (današnji Szczecin u Poljskoj) zbog straha od eventualnog sovjetskog zračnog protuudara. Kad su njemačke postrojbe duboko zašle u sovjetski teritorij te više nije bilo straha od njihovog zrakoplovstva Graf Zeppelin je otegljen natrag u Gotenhafen. Tamo se mogla nastaviti izgradnja i opremanje jer je tamošnje brodogradilište imalo više slobodnih kapaciteta. Tek nakon japanskog napada na američku mornaričko-zrakoplovnu bazu u Pearl Harbouru i uloge koju su u tom napadu odigrali nosači zrakoplova, njemački generalštab shvaća kakav prioritet mora dati svom nosaču. Zapovjedništvo ratne mornarice izvršilo je veliki pritisak na sve relevantne čimbenike da se opremanje, ispitivanje i uvođenje u operativnu uporabu izvede što je god moguće prije. Sredinom travnja, točnije 16. travnja 1942. na sastanku kod Hitlera donesena je odluka da se Graf Zeppelin mora završiti najkasnije do početka ljeta 1943. godine. U skladu s tom odlukom napisana je i zapovijed kojom su od 13. svibnja 1942. nastavljeni radovi na brodu. U međuvremenu je konstrukcioni biro izradio niz preinaka na originalnom projektu pa je brod dobio bolji sustav katapulta, oklopljeni zapovijedni most, novi teški jarbol sa zapovjednim mjestom ukrcanog zrakoplovstva i modificirani dimnjak. Također je počela modifikacija na oklopnom pojasu u visini vodene linije. Na oba boka po dužini broda ugrađena su polucilindrična proširenja. Na najširem mjestu poprečni presjek povećan je za 2,4 metra, a konstrukcija je zavarena preko ljuljne kobilice. Ta konstrukcija je na lijevom boku broda bila napravljena od brodograđevnog čelika ST 52, a ona na desnom boku broda od mnogo tanjeg 1,8 mm brodograđevnog standardnog čelika. Šupljine unutar te konstrukcije uzduž broda rabile su se kao spremišta goriva što je znatno povećalo doplov broda. Znatno je povećana i podvodna zaštita protiv mina i torpeda. Također je izvedeno oklopljavanje montiranih PZO topova (za njih je na brodu bilo predviđeno 56 000 granata).
Nakon obavljenih radova u Gotenhafenu, brod je dobio kodni naziv "Zender" i ponovno je otegljen do brodogradilišta u Kielu i tamo je podignut na dok. Radovi na njemu izvodili su se sve do 30. siječnja 1943. kad je Hitler osobno svojom zapovijedi prekinuo sve radove na velikim plovnim jedinicama njemačke mornarice. Razlog za to je bio dublje naravi. U Njemačkoj su veliki površinski brodovi uvijek smatrani velikom vrijednošću i vrlo skupom imovinom (što je u osnovi bilo točno). Možda je zbog tog duboko ukorijenjenog stava proizlazilo pomanjkanje odlučnosti u uporabi tih plovnih jedinica te nespremnost da se preuzme rizik koji se na to nadovezivao. Sve to je još bilo povezano s određenim osjećajem inferiornosti pred britanskom Royal Navy. Takvo stanje dovelo je do debakla koji se dogodio u pomorskoj bici u Barentsovom moru 31. prosinca 1942. Tada su britanski razarači i krstarice, koji su bili u pratnji arktičkog konvoja JW51B, svojim topovima znatno manjeg kalibra zadržali na pristojnoj udaljenosti snažne njemačke brodove Hippera i Lützowa (bivši Deutschland). To je bila pomorska bitka koja je potaknula Hitlera da zapovjedi napuštanje gradnje velikih površinskih jedinica, što je bila prilično čudna odluka, jer su njegove odluke, zapovijedi i naputci pripomogli stvaranju situacije u kojoj njemačka mornarica nije uspjela dokazati da je o njezinim brodovima stvoreno krivo mišljenje. Zapovjednik njemačke Kriegsmarine, admiral Raeder, na to je reagirao izjavom da je ta Fürerova odluka predstavljala zapravo najjeftiniju i najlakšu pobjedu Britanije nad Njemačkom. Zbog te izjave Hitler ga je trenutačno smijenio i na njegovo mjesto postavio svog osobnog favorita i miljenika, admirala Doenitza (zapovjednika podmorničarskih snaga) kojeg je kasnije bio imenovao i svojim nasljednikom na mjestu Fürera. Zapovijed o prestanku svih radova na brodu stigla je u brodogradilište već 2. veljače 1943. Brod je ponovno otegljen do luke Stettin gdje je bio privezan u rijeci Mönne, jednoj od pritoka u blizini ušća rijeke Odre (važno je napomenuti da je u spomenutu rječicu brod jedva uplovio jer je od njegove kobilice do dna bilo jedva još jedan metar). Tamo je dočekao i vrijeme kad su se sovjetske trupe približile njemačkim granicama. Kad je sovjetska vojska ušla u Pomeraniju, ovlašteni zapovjednik istočnog mora u Stettinu, kapetan bojnog broda Wolfgang Kähler zapovjedio je da se s nosača skinu svi uređaji i oprema koji se mogu demontirati i da se poslije toga brod potopi. Otvaranjem kingstona na brodskoj oplati izvedeno je potapanje broda koji je jednostavno "sjeo" na riječno dno. Desetoročlana ekipa njemačkih diverzanata dobila je zadaću da minira i uništi pogonsko postrojenje. Posebna postrojba njemačke vojske uništila je palubne instalacije zračnog katapulta.
Točno u 18 sati 25. travnja 1945. kapetan bojnog broda Wolfgang Kähler izdao je zapovijed da se detoniraju postavljeni eksplozivni naboji.

## Sovjetsko potapljanje
Nakon kapitulacije Njemačke sovjetske okupacijske trupe uspjele su podići potopljeni brod s riječnog dna, popraviti oštećenja nastala prilikom potapanja i oteglili su ga u Swinemünde gdje je bio koliko - toliko popravljen da može poslužiti kao plutajuća baza i skladište pa čak i kao vojarna za sovjetske trupe. Brod je bio natovaren različitim "ratnim plijenom", njegovo potpalublje bilo je natovareno sekcijama njemačkih podmornica koje su Sovjeti zatekli u izgradnji po raznim brodogradilištima a na sletnoj palubi bilo je puno ostalih glomaznih dijelova, strojeva i instalacija kojih je poražena Njemačka bila "oslobođena".
Od 3. veljače 1947. na njemu se nalazila i grupa sovjetskih inženjera i projektanata sovjetske mornarice koji su proučavali njegove nacrte i konstrukciju. Nakon što su oni završili svoj posao brod je pod oznakom PB-101 otegljen (nakrcan ratnim plijenom) 27. rujna 1947. u Lenjingrad. Brod je nakon devet mjeseci ponovno stavljen u tegalj, dotegljen na poziciju 55048' N i 18030' E u Finskom zaljevu gdje su Sovjeti avionskim bombama i torpedima na najizravniji način iskušavali njemačku kvalitetu čelika i kvalitetu brodograđevnih radova.
Vježbe gađanja poslužile su i za testiranje njemačkih proračuna i konstrukcije (čime su se sovjetski brodograditelji obilato koristili u svojim kasnijim projektima). Otpočele su 16. kolovoza 1947. Sovjeti su postavili zrakoplovne bombe na sletnu palubu, hangar i čak u unutrašnjost glavnog dimnjaka. Bio je to dodatak zrakoplovnim bombama izbačenim sa zrakoplova i dvama 533 mm torpedima ispaljenim s torpednog čamca OE-503 i razarača "Slavny". Sve u svemu, prije svog potonuća nosač je pretrpio 24 teška pogotka i to: dvije bombe od 1000 kg, dvije bombe od 500 kg, tri bombe od 250 kg, pet zrakoplovnih bombi od 100 kg, zatim četiri pogotka 180 mm zrna teških 92 kg, šest bombi bacili su bombarderi za obrušavanje i konačno čelična kralježnica njemačkog kolosa bila je slomljena pogocima dvaju torpeda. Graf Zeppelin je potonuo nakon 23 minute. Tako se završio životni put broda koji nikada nije uspio biti zavšen i nikada nije postao perjanicom njemačke ratne flote.

## Trup broda
"Graf Zeppelin" bio je porinut kao klasični nosač s palubnim otokom. To znači da je nadgrađe broda skoncentrirano u jednu cjelinu tzv. otok na desnoj strani broda. Radi kompenziranja težine na desnom boku i balansiranja čitavog brodskog dizajna brodski hangar pod palubom pomaknut je svojom čitavom duljinom pola metra prema lijevom boku broda. Trup je bio podijeljen u devetnaest vodonepropusnih prostora. Ispod vodene površine pramac je završavao bulbom u obliku tzv. Taylorove kruške. Originalno brod je imao okomiti pramac koji je 1940. godine radi poboljšavanja maritimnih svojstava broda i smanjenja zalijevanja pramca preinačen u tzv. atlantski pramac. Nakon promjene pramca duljina broda povećana je za 5,2 metra. Bočni oklopni pojas imao je debljinu od 60 mm u blizini pramca i krme te 100 mm u središnjem dijelu trupa. Letna paluba je bila oklopljena čeličnim pločama debljine 20 mm te oklopom od 45 mm debljine oko 3 brodska lifta. Most, navigacijska kabina i zapovjedna mjesta brodskog topništva imala su 17 mm oklopne zaštite dok su pozicije PZO topništva bile zaštićene oklopom od 14 mm.

## Pogonsko postrojenje
Na nosaču zrakoplova Graf Zeppelin ugrađen je parno-turbinski pogonski sustav koji je snagu od 200 000 KS davao na četiri pogonske osovine. Ugrađene su četiri parne turbine tipa Brown, Bovery & Co. svaka od 50 000 KS. Napajanje turbina parom osiguravalo je 16 LaMont kotlova koji su bili postavljeni u skupine po četiri kotla. Svaka grupa kotlova bila je instalirana u svojoj kotlovnici. Kotlovi su osiguravali turbinskom postrojenju 50 tona/sat pregrijane pare pritiska 75 bara i temperature 450 °C. Svaka od četiri propelerske osovine pogonila je svoju četverokraku elisu promjera 4,4 metra. Maksimalni broj okretaja propelerske osovine bio je 300 okr/minutu. Maksimalna brzina od gotovo 34 čvora (33,8) mogla se dostići i nakon ugradnje bočnih polucilindričnih ojačanja na oklopnom pojasu.
Električno postrojenje sastojalo se od pet turbogeneratora po 460 KW, pet dizelskim motorom pokretanih generatora po 350 KW te jednog manjeg turbogeneratora od 230 KW. Na taj način osigurana je snaga od 4280 KW. Graf Zeppelin se koristio Voith-Schneiderovim sustavom kormilarenja. Budući da je brod imao više od 4500 m2 bočne površine (na svakom boku) bilo je lako moguće da ga snažni vjetar skrene s njegovog kursa ili ga baci na obalu prilikom plovljenja kroz Kielski kanal koji je za Njemačku bio od strateške važnosti. Zbog toga su na pramčanom dijelu trupa s obje strane broda ugrađena dva električna propelerska sustava snage 330 Kw (svaki) čija je namjena bila da poništavaju moment stvoren puhanjem vjetra i kompenziraju vjetrom uzrokovano skretanje s kursa.

## Naoružanje
Po prvobitnoj ideji nosač zrakoplova Graf Zeppelin trebao je dobiti glavno topništvo kalibra 203 mm. Od te ideje se odustalo pa je instalirano teško topništvo od 150 mm. Instalirano je 16 takvih topova u dvocijevnim topovskim kulama. Brodski komplet za te topove iznosio je 1840 granata (po 115 granata za svaki top). Ugrađeno je 12 PZO topova od 105 mm u dvostrukim kulama, zatim 22 PZO topa od 37 mm također u dvocijevnim kulama i na posljetku 7 jednocijevnih 20 mm topova. Redukcija kalibra glavnog topništva dogodila se zbog promijenjene uloge i namjene broda jer su njemački pomorski stratezi ulogu broda za potporu promijenili u napadnu ulogu.

## Zračni katapulti
Kod konstruiranja Grafa Zeppelina njemački konstruktori pošli su od zahtjeva da zrakoplovi koji budu ukrcani na nosač mogu u kritičnim situacijama vrlo brzo uzlijetati s nosača. Predvidjeli su da s palube nosača svakih 20 sekundi može poletjeti jedan zrakoplov, odnosno najmanje 8 zrakoplova u 3 minute. Zbog toga su na palubu nosača ugrađena dva, komprimiranim zrakom pokretana brza katapulta za uzlijetanje. Dužina svakog katapulta bila je 23,5 metara. Boce visokokomprimiranog zraka imale su dovoljno veliki kapacitet tako da je bilo moguće izvršiti četiri starta (polijetanja) prije nego što bi se automatski uputili kompresori koji su punili boce. Zračni katapulti rabili su komplicirani povratni sustav vodilice za start zrakoplova. Sustavi su bili ugrađeni "u" palubu i s donje strane palube su se vraćali u startnu poziciju. Za zaustavljanje zrakoplova koji slijeću bile su predviđene četiri čelične sajle o koje bi zrakoplov morao zapeti svojom kukom prilikom spuštanja na palubu.

## Brodski hangari
Brodski hangar pod palubom bio je podijeljen u dva dijela; gornji i donji. Donji hangar bio je predviđen za smještaj 18 zrakoplova, a gornji za 25 zrakoplova. Za podizanje zrakoplova iz hangara na palubu konstruirana su tri lifta oktogonalnog oblika koji su bili smješteni po uzdužnoj simetrali broda. Za noćno slijetanje bilo je predviđeno adekvatno osvjetljenje ugrađeno po uzdužnoj simetrali sletne palube.

## Kontrola paljbe
Brodsko topništvo bilo je upravljano iz dva brodska topnička kontrolna središta. Pramčana i krmena mjesta glavnog topništva bila su na palubama "otoka". Ugrađen je 6 metarski zaštićeni sustav za određivanje mjera cilja i dva sustava za određivanje udaljenosti ciljeva. PZO topovi od 105 mm bili su postavljeni na roll-off stabilizirana postolja tipa SL-6. Na glavnom jarbolu i glavnom dimnjaku bila su ugrađena ukupno četiri snažna brodska reflektora koji su rabili za osvjetljavanje ciljeva. Planovima ugradnja radara bila predviđena u razdoblju 1938. – 1939. isto kao i ugradnja podvodnog pasivnog sonarnog sustava.

### Zajednički poslužitelj
|  | Zajednički poslužitelj ima stranicu o temi German aircraft carrier Graf Zeppelin    |
|  | Zajednički poslužitelj ima još gradiva o temi German aircraft carrier Graf Zeppelin |